# Chiesa di San Bernardo (Arezzo)
La chiesa di San Bernardo è una chiesa di Arezzo.

## Storia e descrizione

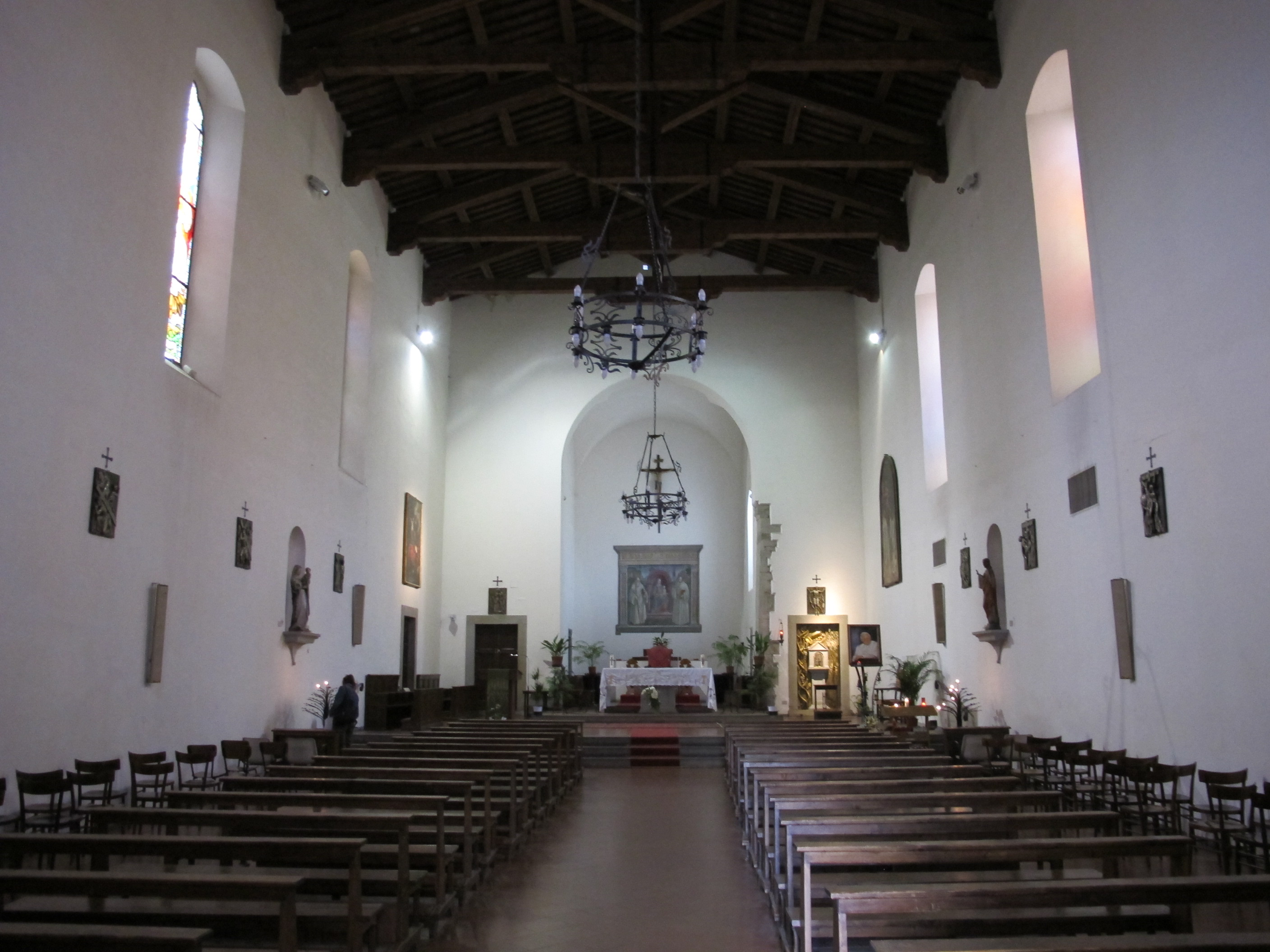
Interno della chiesa

La chiesa fu realizzata accanto al quattrocentesco "monastero degli Olivetani", sede attuale del Museo archeologico, fatto costruire dai nobili Degli Azzi sull'area dell'emiciclo sud dell'Anfiteatro romano di Arezzo.
Ad Arezzo nel 1319 i fondatori dell'Ordine benedettino di Monte Oliveto avevano ricevuto dal vescovo Tarlati la sanzione canonica della nuova congregazione.
I lavori della chiesa, successivi a quelli del monastero, cominciarono nel 1340 e terminarono nel 1375. 
La chiesa è stata uno dei luoghi di affermazione del nuovo linguaggio rinascimentale fiorentino, con la collocazione sull'altare maggiore, intorno al 1445, della tavola con l'Incoronazione della Vergine, Santi olivetani e due donatori, commissionata da Carlo Marsuppini a Filippo Lippi, oggi conservata nella Pinacoteca Vaticana. Secondo il Vasari, Piero della Francesca, in data non precisabile, affrescò un San Vincenzo Ferreri oggi perduto. Dietro l'altare, nel coro, era invece un ciclo di affreschi di Bicci di Lorenzo con Storie di San Bernardo, databile agli anni quaranta del Quattrocento ma ancora legato ad un gusto tardogotico.
L'edificio ha subito gravi danni durante i bombardamenti della seconda guerra mondiale nei quali la facciata è stata la parte meno danneggiata.
L'interno, un tempo ricchissimo di opere d'arte andate perdute, si presenta ad una sola navata completamente ricostruita dopo la Seconda guerra mondiale. La Madonna con Bambino tra i santi Benedetto e Bernardo è di Angelo di Lorentino (1511), mentre la tela seicentesca con San Giovanni Battista nel deserto è attribuibile a scuola aretina della prima metà del secolo. 

## Opere già in San Bernardo
- Filippo Lippi, Incoronazione Marsuppini, oggi nella Pinacoteca Vaticana
- Dalla lunetta del portale, dopo i bombardamenti del 1943, è stato staccato l'affresco con la Visione di san Bernardo di Bartolomeo della Gatta, ora visibile presso il Museo statale d'arte medievale e moderna.